# Nazionale femminile di pallacanestro della Corea del Nord
La nazionale femminile di pallacanestro del Corea della Nord è la rappresentativa cestistica della Corea del Nord ed è posta sotto l'egida della Federazione cestistica della Corea del Nord.

## Piazzamenti

### Campionati del mondo
- 1959 - 8º

### Campionati asiatici
- 1990 - 6°
- 1999 - 6°
- 2005 - 6°
- 2015 - 8°
- 2017 - 8°

### Giochi asiatici
- 1974 - 4°
- 1982 - 4°
- 1990 - 5°
- 2018 -  2°[1]

## Formazioni

### Campionati del mondo
Campionato mondiale femminile di pallacanestro 19593 O, 4 Lian, 5 Kim, 6 Li S., 7 Suk, 8 Cho, 9 Ki, 10 Rim, 11 Li K., 12 Mun, 14 Hvan, 15 Li Z.,        All. Ten Mah-Cik

### Campionati asiatici
Campionato asiatico femminile di pallacanestro 20054 Ryu, 5 Kim K., 6 Ri, 7 Kim Ok-kwa, 8 Kim H., 9 Kim Ok-sim, 10 Kim Y., 11 Song, 12 Jong U., 13 An, 14 Kye, 15 Jong K.,        All. -
Campionato asiatico femminile di pallacanestro 20154 Jang, 6 Kim Hyang, 7 Kim P., 8 Kim Hyang-ok, 9 Ro So., 11 Pak H., 12 Ro Su., 13 Sin, 14 Han, 15 Pak U., 19 Kim R.,        All. Kim Yong-sik
Campionato asiatico femminile di pallacanestro 20173 Jang, 5 Kim Hye., 6 Kim U., 8 Kim Hya., 9 Kim M., 10 Ri, 11 Pak H., 12 Ro, 14 Ko, 15 Kong, 16 Kim R., 17 Pak,        All. Kim Chol-sun

### Giochi asiatici
Pallacanestro ai XVIII Giochi asiatici1 Kang, 2 Park Ji-hyeon, 3 Kim Hy., 5 Park Hy., 6 Choe, 7 Jang, 10 Park Ha., 11 Im, 12 Ro, 13 Kim S., 19 Park Ji-su, 35 Kim Ha.,        All. -